# Afrohondureños

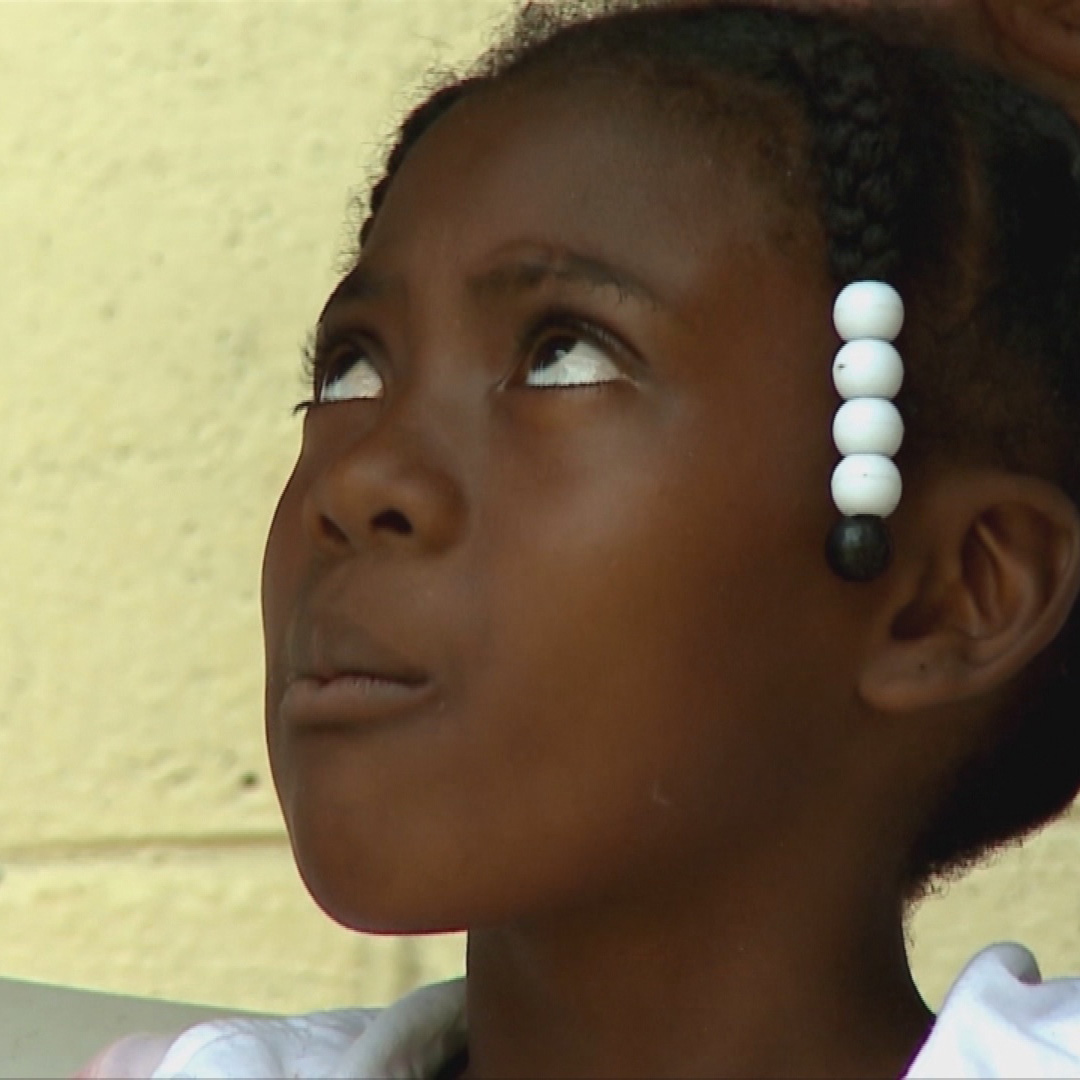
Niña afrohondureña de la Costa de Mosquitos, Honduras.

Los afrohondureños o los hondureños negros son hondureños descendientes de los esclavos provenientes del África subsahariana. La investigación de Henry Louis Gates y otras fuentes considera que su población ronda el 1-2%. Descienden de africanos esclavizados por los españoles, así como de aquellos que fueron esclavizados de las Antillas y se identifican como pueblos criollos, y los garifuna que descienden de los exiliados zambos cimarrones de San Vicente. El pueblo criollo era originario de Jamaica y otras islas del Caribe, mientras que el pueblo garífuna era originario de San Vicente y las Granadinas. Los garífunas llegaron a fines del siglo diecisiete y los criollos llegaron durante el siglo dieciocho. Aproximadamente 600.000 hondureños son de ascendencia garífuna, que son una mezcla de africanos e indígenas como afrolatinoamericanos. Honduras tiene una de las comunidades africanas más grandes de América Latina.

## Historia

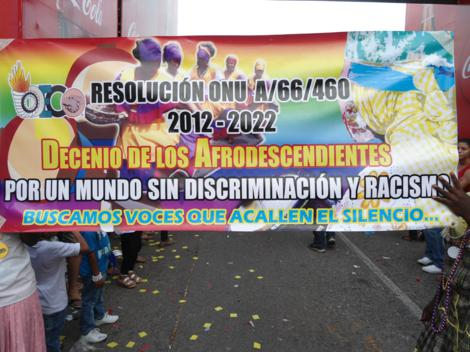
Banner en el Carnaval de La Ceiba

Uno de los primeros esclavos africanos que llegaron a Honduras, Juan Bardales, participó en la conquista española de la provincia, especialmente en Trujillo. Poco después, Berdales obtuvo su libertad. En Honduras, los esclavos jugaron un papel importante en la industria minera. Muchos de ellos venían de África, de lugares como Angola o Senegambia, mientras que otros venían del Caribe. En 1542 llegaron 165 esclavos vía Portugal y 150 de Santo Domingo. En Honduras, fueron importados esclavos Mandinga kangkurao del río Gambia en Senegambia.
A mediados del siglo XVI, entre 1000 y 1500 esclavos negros trabajaban en los lavados de oro de Olancho, esclavos que posiblemente procedían de África. En Honduras, en 1590, llegaron a Olancho y al Río Guayape trescientos africanos para trabajar en la minería. Una cuadrilla de angoleños trabajaba en las minas y negocios de San Miguel. Aunque muchos mulatos y morenos también trabajaron en Tegucigalpa en las mismas fechas. Entre 1750 y 1779, un grupo más grande de esclavos africanos, Carabali y mondongos (una tribu de Kongo), fueron llevados a Honduras para construir el fuerte militar San Fernando de Omoa, el más importante de la región.
En 1796, aproximadamente 300 "negros franceses" de la colonia francesa de Saint Domingue llegaron a Trujillo, en el contexto del conflicto que dio lugar a la independencia de Haití. En 1797, los ingleses exportaron entre 2.000 y 4.000 caribes negros - mezcla de indios caribes y negros africanos - a la isla de Roatán en Honduras, porque se rebelaron contra ellos en Isla de San Vicente. Después de esto, estos garífunas, como se llamaban a sí mismos, emigraron a Trujillo y de allí se dispersaron por las costas de todo el territorio continental centroamericano hasta Costa Rica (sin llegar a este lugar), especialmente por las persecuciones a las que fueron sometidos. por las autoridades españolas. Algunos de ellos estuvieron involucrados en las guerras civiles de la época.
A finales del siglo XVIII los registros hablan de porcentajes significativos de negros y mulatos en Tegucigalpa. Pero al final del período colonial, los esclavos ya eran mayoritariamente mulatos. Entre finales del siglo XVIII y mediados del XIX, los británicos introdujeron esclavos negros de Jamaica, Islas Caimán y Belice en Honduras.
Según Luis Pedro Taracena, en estos años, Tegucigalpa estaba poblada por un 80% de mulatos y este porcentaje fue aumentando con el tiempo, al menos hasta 1815 (cuando eran el 86% de la población). Durante el siglo XX, los mulatos y pardos fueron progresivamente neutralizados bajo la categoría de "Ladino". Según el historiador Marbin Barahona, la mezcla racial entre negros con blancos y amerindios se dio desde la década de 1520, debido al declive de la población indígena, la escasa inmigración española y la exigua llegada de esclavos africanos. La recuperación de la hegemonía de la plata y el añil, la prohibición de que grupos no indígenas vivan en pueblos de indios y el crecimiento demográfico registrado en el mismo siglo, el mestizaje, principalmente entre amerindios y españoles, no solo aumentó significativamente en esta época sino que se concentró en ciertas regiones, especialmente en el actual departamento de Francisco Morazán, y los departamentos de Choluteca y Comayagua.
Estos departamentos atrajeron a muchos mestizos (mestizo, mulato, pardo, ladino, etc.), a diferencia de los departamentos de concentración indígena del Oeste. En 1775 vivían en San Fernando de Omoa entre 300 y 400 africanos y unas 75 familias blancas. Permanecieron allí hasta principios del siglo XIX. Así, a fines del siglo XVIII, la población de origen español habría sido una minoría en comparación con las poblaciones mestizas ("ladinas").
La Corona española consideraba a los ladinos como aquellos súbditos de la Corona, originalmente no hispanos, y aprendían las lenguas oficiales del imperio o latín vulgar. En las Américas, los ladinos a menudo se identificaban como aquellos grupos de no blancos que eran amerindios o de habla hispana (y la mayoría de las personas que no eran blancas o amerindias en las Américas en ese momento eran mestizos y afrodescendientes), incluidas posibilidades como " ladino negro", "ladino mulato", etc. Según Barahona, los ladinos eran la mayoría de la población en 1800 (60% de la población).
Porque en estos días, la mayoría de los africanos - hondureños eran mulatos, sambo y morenos. Aunque el siglo XVII tenía cinco categorías en el censo de la América española, "blancos", "indios", "mestizos", "negros" y "mulatos", ya en el siglo XVIII, las tres últimas categorías solas en un aprieto: "Ladino". Durante los siglos XIX y XX, las autoridades españolas consideraban hondureñas incluso a regiones enteras pobladas mayoritariamente como mulatos, sambos o morenos. Tal es el caso de lugares como Olancho, Yoro, Colón y Atlántida, regiones que eventualmente podrían haberse remezclado con blancos, amerindios y mestizos.
Fue a principios del siglo XIX cuando se abolió la esclavitud en Honduras y después de 1820 los afrohondureños fueron considerados simplemente ciudadanos y obtuvieron los derechos de cualquier ciudadano a ser excluidos de la categoría de "negros libres" quizás porque el general Francisco Ferrera, político hondureño que formaba parte del gobierno de Honduras en ese momento, tenía antepasados mulatos. De todos modos, decretó la expulsión de los garífunas del país (pero finalmente esto no se lleva a cabo).
Dice el historiador hondureño, Antonio Canelas Díaz, que para el año de 1870, se organizó en la ciudad de La Ceiba -punto donde, surgió a gran escala la producción bananera en Honduras- una empresa denominada "Nueva Orleans e Isla de la Bahía". Empresa” cuyos ejecutivos, importaron los primeros negros criollos contratados por fruta, ya que eran mano de obra “[…] más calificada que la hondureña” en el cultivo del banano, y que previamente habían trabajado en sus respectivas naciones ese sector. Otros contingentes negros anglófonos llegaron a Honduras con la llegada de trabajadores negros de Jamaica y otras islas de habla inglesa que llegaron a trabajar para las transnacionales bananeras.
En 1931, el intelectual hondureño Alfonso Guillén Zelaya planteó la enorme presencia negra en la costa norte y el temor de que aumentara lo que llamó la "importación negra" Honduras terminó siendo un país de mulatos, sin embargo, ya entonces, el país era mayoritariamente mestiza y la población indígena había ido creciendo a lo largo de los años.

## Demografía

### Trasfondo
El legado Cultural Africano es evidente en algunos lugares de Honduras. Trujillo realizaba ciertas fiestas bailables, cuyos bailarines portan máscaras específicas. Tanto la danza como las máscaras son de origen mandinga kangkurao. Además de los afrohondureños descendientes de esclavos importados por los españoles, existen otras comunidades afro en Honduras, también presentes en Nicaragua y Guatemala: misquitos, criollos y garífunas.

### Miskitos Zambos

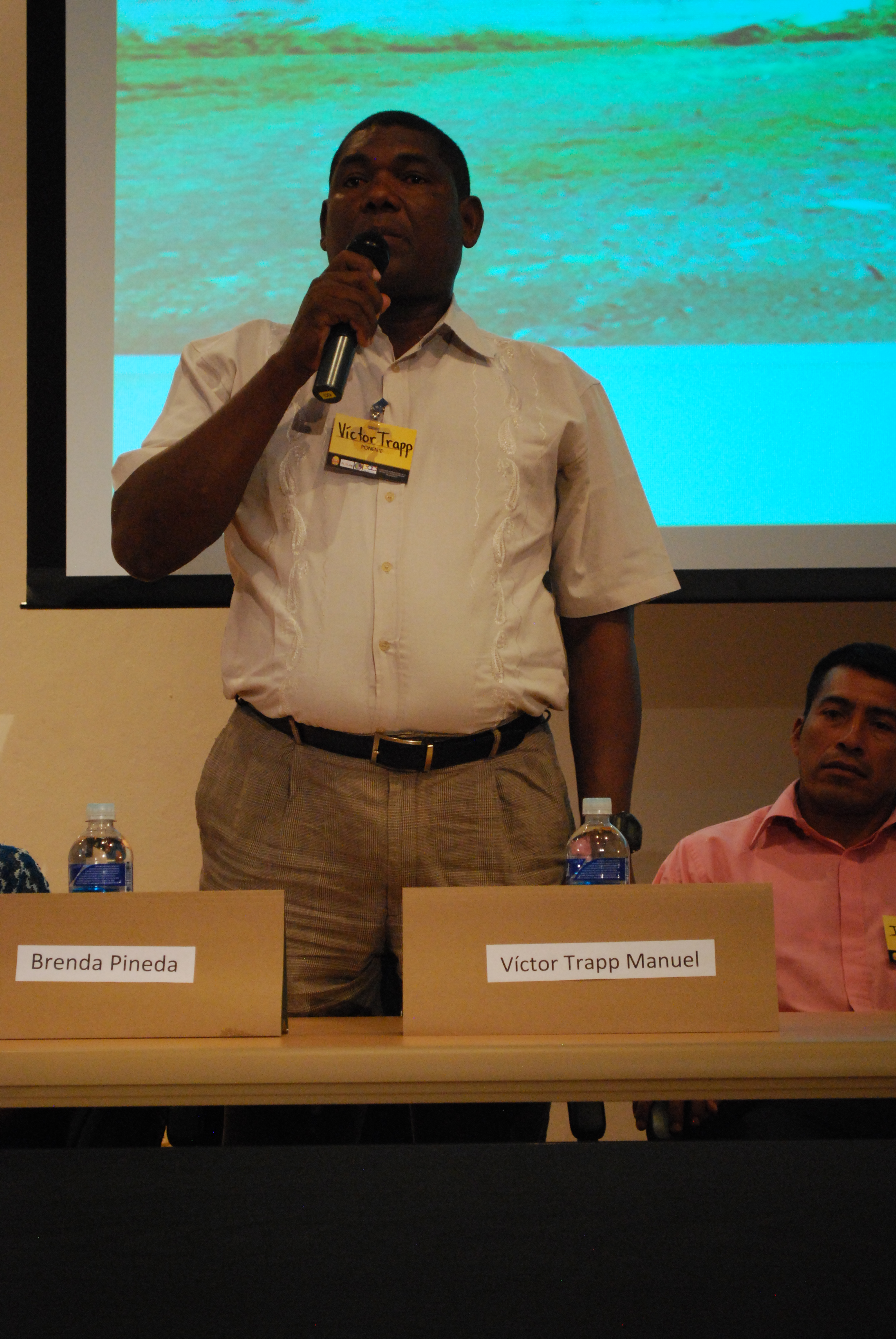
Victor Trapp Manuel (un Miskito Zambo) representando al pueblo misquito en un foro de la conferencia ACAL en la Universidad Nacional Autónoma de Honduras

Los Miskitos son un grupo étnico indígena en América Central, muchos de los cuales son mestizos. En el extremo norte de su territorio, la gente es principalmente de ascendencia afroamericana nativa; otros son descendientes mixtos de africanos, nativos americanos e ingleses. Su territorio se extiende desde Cabo Camarón, Honduras, hasta Río Grande de Matagalpa, Nicaragua, a lo largo de la Costa de los Mosquitos, en la Zona del Caribe Occidental. Su población se estima en 180.000 personas a partir de 2016.
Los indígenas hablan una lengua nativa miskita, pero grandes grupos también hablan criollo costero miskito, español, que es el idioma de la educación y el gobierno, y otros idiomas. El criollo de la costa miskit es una lengua criolla con base en inglés que surgió a través del contacto frecuente con los británicos para el comercio que ya que predominaban en esta costa. Muchos son cristianos. Un acuerdo de paz de 1987 les otorgó derechos territoriales sobre las tierras tradicionales. Sin embargo, a pesar de importantes luchas políticas a lo largo de su historia, hoy en día los Miskito enfrentan violaciones de derechos humanos por disputas de derechos territoriales, como lo reconoce la Comisión Interamericana de Derechos Humanos. Antes de la llegada de los europeos a la región en la década de 1700, el área estaba dividida en numerosos grupos indígenas pequeños e igualitarios, que posiblemente hablaban lenguas relacionadas con las lenguas sumo. Los españoles enumeraron 30 "naciones" en Taguzgalpa y Tologalpa, según entendían los españoles su geografía. El análisis de Karl Offen de estos datos históricos sugiere que había alrededor de media docena de entidades, grupos que se diferenciaban por sus dialectos lingüísticos, que estaban situados en las cuencas de los ríos. En la Choza Miskito en Nicaragua, los españoles no pudieron conquistar esta región durante el siglo XVI. Gran parte de la costa caribeña de Nicaragua y el noreste de Honduras estaba fuera de cualquier autoridad española. La región se convirtió en un refugio para los europeos del norte, especialmente los corsarios holandeses, ingleses y galeses a principios del siglo XVII, por ejemplo, Henry Morgan, Daniel Montbars y William Dampier.
Varios africanos llegaron a la costa desde barcos de esclavos naufragados, en particular uno a mediados del siglo XVII. Los sobrevivientes de naufragios y los esclavos fugitivos de la colonia de Isla Providencia, se asentaron alrededor del cabo Gracias a Dios. Se casaron con indígenas.[cita requerida]
Los españoles se refirieron a sus descendientes mestizos como "Mosquito Zambo" (Mosquito era su transliteración de Miskito). Los miskitos que vivían en la región sur (nicaragüense) eran menos mestizos. Los eruditos modernos los han clasificado como Tawira Miskito. Las rivalidades entre estos dos grupos y la competencia por el territorio a menudo llevaron a guerras, que fueron divisivas en el siglo XVIII. Alianza Británico-Miskito.
Los corsarios ingleses que trabajaban a través de Providence Island Company hicieron alianzas informales con los Miskito. Estos ingleses comenzaron a coronar a los líderes miskitos como reyes (o jefes); su territorio se llamó Mosquito Kingdom (los ingleses adoptaron el término español para los indígenas). Un relato escrito de 1699 del reino lo describió como distribuido en varias comunidades a lo largo de la costa, pero sin incluir todo el territorio. Probablemente no incluía los asentamientos de comerciantes ingleses. El rey no tenía poder total. La descripción de 1699 señalaba que los reyes y gobernadores no tenían poder excepto en tiempo de guerra, incluso en materia de justicia. De lo contrario, las personas eran todas iguales. Sus líderes superiores fueron nombrados por los ingleses como rey, gobernador, general y, en la década de 1750, almirante. La información histórica sobre los reyes suele ser oscura, ya que muchos de los reyes eran semimíticos.
A finales del siglo XVII y principios del XVIII, los Miskito Zambo iniciaron una serie de incursiones atacando los territorios controlados por los españoles y los grupos indígenas aún independientes de la zona. Los asaltantes miskitos llegaron tan al norte como Yucatán y tan al sur como Costa Rica. Muchos de sus cautivos fueron vendidos como esclavos a traficantes de esclavos europeos, y muchos de ellos terminaron trabajando en las plantaciones de azúcar de Jamaica. Además, a partir de 1720, las autoridades coloniales jamaicanas encargaron a los misquitos capturar cimarrones en las Montañas Azules, ya que eran efectivos rastreadores.
El rey Miskito y los británicos concluyeron un Tratado formal de Amistad y Alianza en 1740. Los británicos nombraron a John Hodgson Superintendente de la Costa. Los británicos establecieron un protectorado sobre la Nación Miskito, a menudo llamada la Costa de los Mosquitos (relacionada con el nombre español original).
El reino Miskito ayudó a Gran Bretaña durante la Guerra de Independencia de los Estados Unidos al atacar las colonias españolas para retirar sus fuerzas. Obtuvo varias victorias junto a los británicos. Pero, al concluir la paz en 1783, Gran Bretaña tuvo que ceder el control de la costa a España. La retirada británica se completó a fines de junio de 1787. Para compensar a sus partidarios miskitos, los británicos reubicaron a 537 miskitos, junto con sus 1.677 esclavos, desde Mosquitia hasta el asentamiento de Bay en Honduras Británica, lo que hoy es Belice. A pesar de su retirada oficial, Gran Bretaña mantuvo un protectorado no oficial sobre el reino. A menudo intervinieron para proteger los intereses de Miskito contra las invasiones españolas.

#### Miskito Zambo durante la época de la Independencia
Además del aislamiento geográfico del área, la capacidad militar miskita y el apoyo británico permitieron que la gente mantuviera su independencia cuando España controlaba el lado Pacífico de América Central. La Costa Miskita se mantuvo independiente durante gran parte del período de la República Federal de Centroamérica, pero Nicaragua finalmente absorbió el territorio en 1894.[cita requerida]
Una vez que las repúblicas centroamericanas se independizaron a principios y mediados del siglo XIX, tenían menos poder en relación con otras naciones que España y lucharon para proteger sus propios intereses territoriales contra los filibusteros y el gobierno de los Estados Unidos, que tomó un interés estratégico cada vez mayor. en el área.[cita requerida]
Gran Bretaña se interesó en los asuntos de la Costa de los Mosquitos, ya que tenía posiciones comerciales en Belice/Honduras Británicas y Jamaica. Además, los intereses comerciales estadounidenses comenzaron a desarrollarse en la región. Los gobernadores británicos en Belice comenzaron a otorgar comisiones y nombramientos a los reyes misquitos y otros funcionarios, como el rey Robert Charles Frederick, coronado en Belice en 1825. Los funcionarios británicos reconocían oficialmente los diversos cargos misquitos; trabajó para proteger los intereses misquitos frente a las repúblicas centroamericanas y frente a Estados Unidos.[cita requerida]
Este último cuestionó la influencia británica según la Doctrina Monroe. La participación de Estados Unidos en la guerra con México le impidió hacer cumplir la doctrina. A medida que Gran Bretaña gradualmente se volvió menos interesada en encargar a la nobleza Miskito, Miskito comenzó a operar efectivamente como un estado independiente. Debido al interés económico británico en América Central (particularmente en Honduras Británica, ahora Belice), comerciaban regularmente con los Miskito.[cita requerida]
Después de que Nicaragua declaró su independencia en 1821, asaltantes combinados Miskito-Zambo comenzaron a atacar los asentamientos hondureños. A veces rescataron a Miskitos esclavizados antes de que pudieran ser transportados fuera de su alcance. También esclavizaron a mujeres de otras tribus para usarlas como parejas sexuales.[cita requerida]
Su sociedad permitía la poligamia. La población miskita creció a medida que los hombres tenían más hijos con sus esclavas. Estas redadas continuaron durante muchos años después de que terminara la animosidad entre Gran Bretaña y España a nivel internacional. Durante mucho tiempo, los Miskitos se consideraron superiores a otras tribus indígenas de la zona, a quienes se referían como "salvajes". Los Miskito comúnmente adoptaron vestimenta europea y nombres en inglés.[cita requerida]
Desde mediados del siglo XIX, el interés británico por la región comenzó a decaer. En el Tratado de Managua en 1860, Gran Bretaña permitió que Nicaragua tuviera un reclamo indiscutible sobre la Costa de los Mosquitos. El tratado preveía una reserva Miskitu, una entidad autónoma que disfrutaba de derechos semisoberanos. Las fuerzas nicaragüenses ocuparon el área en 1894 y se hicieron cargo del estado. Los británicos restauraron la Reserva Miskita en julio, pero las fuerzas nicaragüenses la volvieron a ocupar en agosto de 1894 y terminaron con su independencia.[cita requerida]
Varias empresas frutícolas estadounidenses importantes, como la United Fruit Company, que había comenzado la producción de banano a gran escala en la reserva miskita, apoyaron la toma de poder de Nicaragua en la zona. Las empresas estadounidenses preferían la autoridad nicaragüense a la miskita, especialmente porque la élite miskita estaba más preparada para proteger los derechos de los pequeños propietarios que el gobierno nicaragüense.[cita requerida]

### Criollos de la Isla de la Bahía

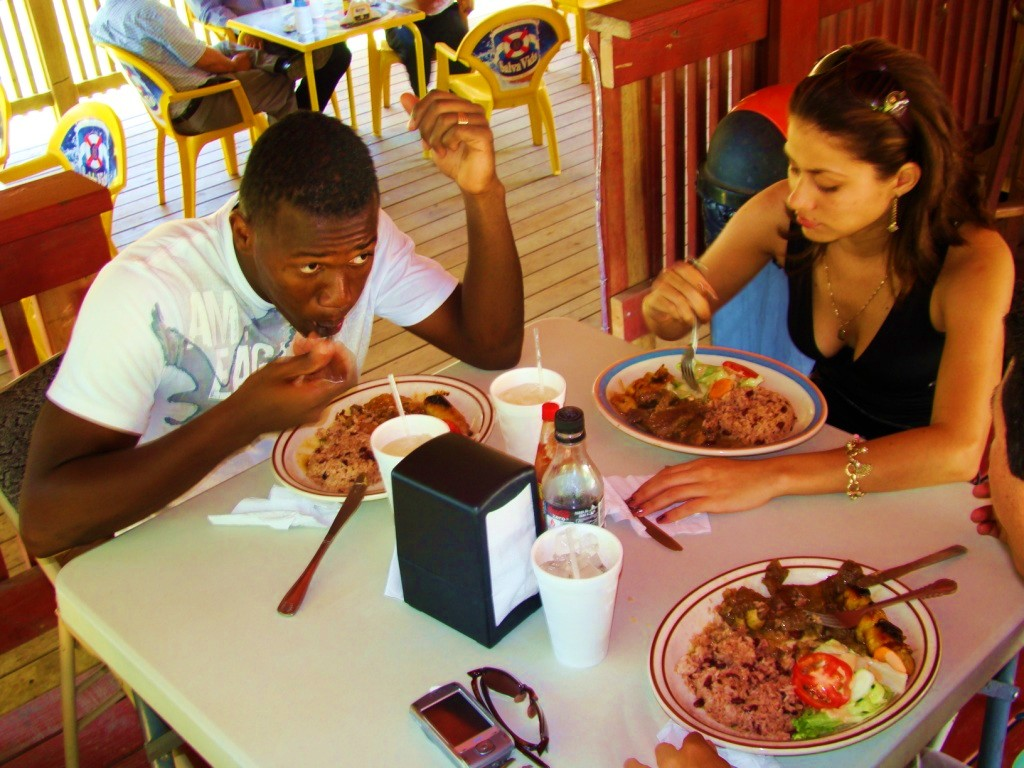
Una comida criolla de la isla de la Bahía en el Saloon Rotan en Roatán, Honduras.

Los negros o criollos británicos llegaron originalmente con la introducción de esclavos africanos en Jamaica, las Islas Caimán y Belice por parte de los británicos a fines del siglo XVIII y mediados del XIX, quienes luego llegaron a Honduras. Los criollos también llegaron con la inmigración de trabajadores negros de Jamaica, Islas Caimán, Trinidad y Tobago y otras islas de habla inglesa, que llegaron a principios del siglo XX para trabajar en empresas bananeras transnacionales, trabajadores en la construcción de vías férreas, estibadores y en algunos casos "costeros", se concentran principalmente en el departamento de Islas de la Bahía, especialmente la Isla de Roatán y Guanaja y algunas ciudades hondureñas costeras del Caribe como Puerto Cortés, Tela y La Ceiba.
En la década de 2000, algunos criollos emigraron a las principales ciudades de Tegucigalpa, San Pedro Sula y otros centros urbanos del interior. Al igual que los garífunas, muchos trabajan como marineros y emigraron a los Estados Unidos a la Isla Gran Caimán con quienes existen fuertes relaciones comerciales y culturales. Con el tiempo, los negros traídos por los ingleses fueron aprendiendo las costumbres y el idioma inglés, lo que logró mantenerse al día de hoy. Al igual que los ciudadanos blancos, los negros largos no eran considerados hondureños. Aunque las Islas de la Bahía finalmente fueron reconocidas como territorio hondureño por los británicos en 1861, mediante el Tratado "Wike-Cross", en 1904, la gente seguía creyendo que estas tierras eran posesiones inglesas.
Incluso en la década de 1930, durante la dictadura del Gral. Tiburcio Carias (1933–1949), muchos isleños se negaron a ser ciudadanos hondureños, y aún aferrándose a sus tradiciones inglesas, practicando la religión protestante. y hablando solo ingles. Como se muestra, este proceso representa el primer contingente de negros asentados en Honduras Británica, el cual fue resultado del traslado de esclavos de los ingleses a las Islas de la Bahía y algunos lugares de la costa hondureña entre finales del siglo XVIII y mediados del siglo.
Con el tiempo, los ingleses negros originalmente vinieron con la ilusión de la riqueza y luego regresaron a sus países, cayeron en Honduras y evidentemente fueron adquiriendo algunas costumbres hondureñas, pero en esencia trajeron muchas manifestaciones de sus tierras, como la religión, la música, Las tradiciones y la lengua en muchos casos, aún se conservan y eso hace que, por lo tanto, se constituya en una etnia diferenciada del resto de la población hondureña, sin embargo, naturalmente se sienten hoy los hondureños y, de hecho, una de las principales instancias por las cuales se han ido “integrando”. el hondureño ha pasado por el deporte. De hecho, muchos negros británicos han sido en las últimas décadas algunos de los principales atletas nacionales, especialmente en los clubes de fútbol y la selección nacional de Honduras, pero también se han destacado en otros deportes como el atletismo, el béisbol y el baloncesto. Finalmente, muchos británicos negros, antes del declive de la industria bananera y el surgimiento de otros sectores productivos, emigraron a partir de la década de 1950 a los Estados Unidos y se enrolaron en flotas pesqueras comerciales marinas en todo el Caribe. Actualmente, se estima que el número de negros ingleses o criollos ronda las 32.000 personas.

### Garifunas

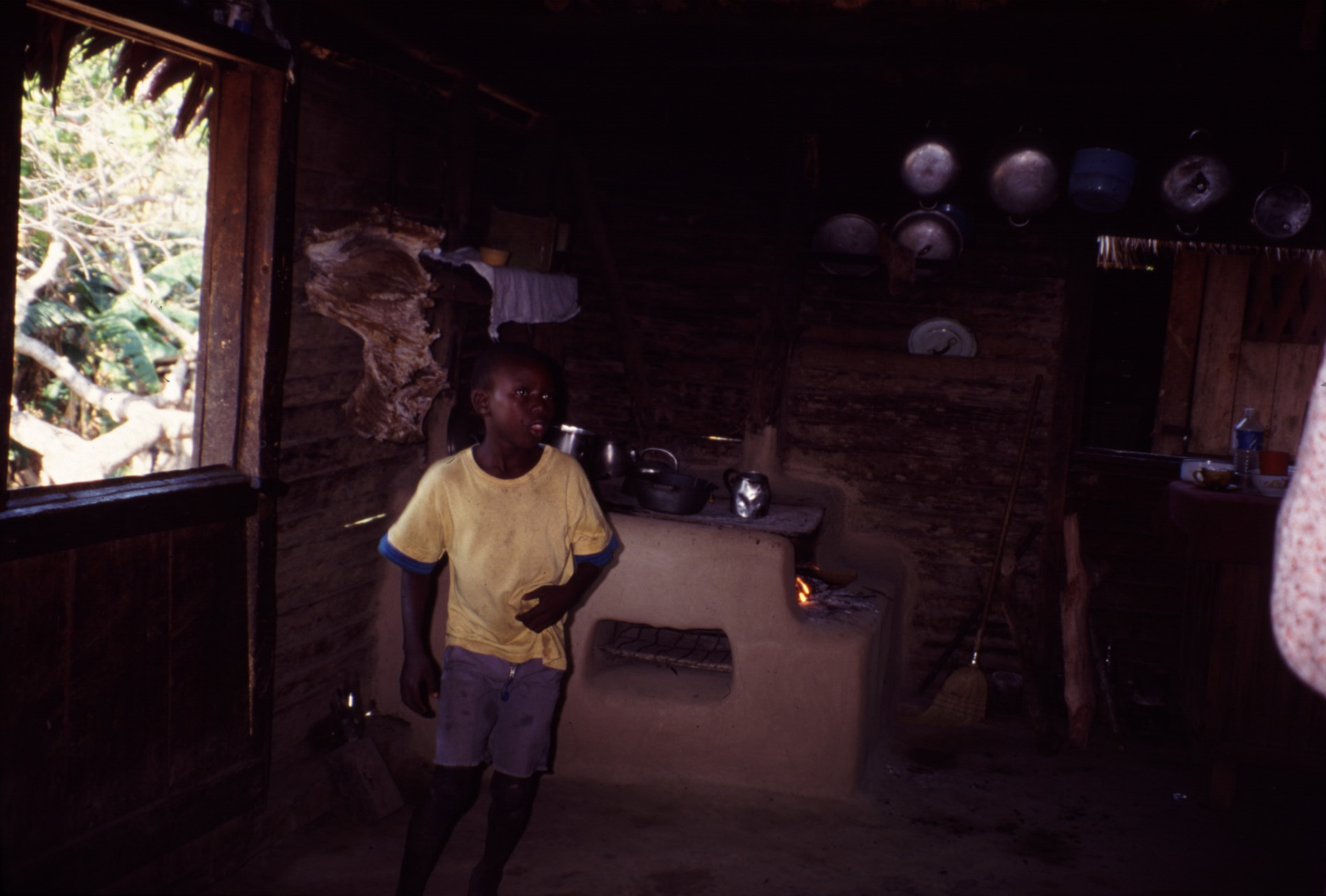
Un niño garifuna en su casa en La Mosquitia, Honduras.

En 1797, los británicos exportaron entre 2.000 y 4.000 caribes negros -una mezcla de caribes indígenas y africanos- a la isla de Roatán en Honduras, porque se rebelaron contra ellos en Isla San Vicente. Mientras los barcos británicos que llevaban a Caribes Negros a la isla se dirigían a ella, los españoles capturaron uno de los barcos británicos, llevándolo a Trujillo, Honduras donde los garífunas fueron liberados. Además, los españoles capturaron 1.700 garífunas en la isla de Roatán y se los llevaron a Trujillo donde carecían de mano de obra, los garífunas eran considerados hábiles para las cosechas, por lo que se fueron a trabajar y prosperaron bastante en Trujillo, algunos de estos fueron reclutados por el ejército español donde sirvieron con distinción.
Muchos garífunas de Trujillo, especialmente por las persecuciones a que fueron sometidos por las autoridades españolas, emigraron y se dispersaron por las costas de todo el continente centroamericano hasta Costa Rica (sin llegar a este lugar), Más tarde, debido al gran resentimiento contra los españoles, otros muchos garífunas huyeron a la costa de Belice donde ya vivían otros garífunas. Es esta migración la que se celebra anualmente el 19 de noviembre como Día del Asentamiento Garífuna, y es la celebración más grande de esta comunidad. Algunos de ellos estuvieron involucrados en las guerras civiles de la época.
Durante el siglo XX, algunos garífunas trabajaron en barcos estadounidenses y británicos durante la Segunda Guerra Mundial y viajaron por todo el mundo. Como resultado de estos viajes, ahora hay pequeñas comunidades garífunas en Los Ángeles, Nueva Orleans y Nueva York que envían remesas mensuales a Honduras por un valor de $360,000.[cita requerida]
La cultura garífuna es muy fuerte, con gran énfasis en la música, la danza y la historia. Tienen su propia religión, el dugu, que consiste en una mezcla de catolicismo y creencias africanas y caribeñas.[cita requerida]
Hoy los garífunas en Honduras luchan por no ser despojados de sus tierras en la costa por emprendimientos turísticos y tratan de mantener a toda costa sus costumbres y cultura. La música garífuna, Punta (punta), es una música muy rítmica, acompañada de un baile sensual de ritmo rápido con mucho movimiento de cadera. Esta música ha sido lanzada recientemente por bandas en su mayoría hondureñas, incluyendo las más famosas: Kazabe, Garifuna Kids, Banda Blanca, Silver Star, y Los Roland. Especialmente la canción Sopa de Caracol, de Kazabe ha popularizado esta música a nivel internacional. Es difícil determinar el número exacto de garífunas negros angloparlantes porque, en las últimas décadas, la categoría étnica no ha sido considerada en los censos nacionales de población. Los garífunas han formado 47 comunidades en los departamentos de Cortés, Atlántida, Islas de la Bahía, Colón y Gracias a Dios. El 12 de abril de cada año se conmemora el día de la etnia garífuna recordando su llegada a Honduras.

#### Controversia sobre el nombre de los garifunas
En marzo de 2014, miembros de la comunidad garífuna presentaron una denuncia formal ante el Ministerio Público por el uso del término afro en relación con miembros de la comunidad garífuna por parte del estado de Honduras, alegando que el término “afrohondureño” es incorrecta porque los negros en Honduras nacieron allí y son ciudadanos del país tanto como miembros de otras razas. Afirman que dicho término está siendo utilizado para acabar con la identidad étnica de las 46 comunidades que habitan la costa norte del Atlántico.

#### Derechos civiles
El racismo contra los afrohondureños ha sido un problema bien documentado, incluso recibiendo atención internacional en varios casos de alto perfil.